# Тетратиоарсенат натрия
Тетратиоарсенат натрия — неорганическое соединение, комплексная соль сульфидов щелочного металла натрия и мышьяка с формулой Na3[AsS4], бесцветные кристаллы, растворимые в воде, образует кристаллогидраты.

## Получение
- Растворение сульфида мышьяка в насыщенном растворе сульфида натрия:

{\displaystyle {\mathsf {As_{2}S_{5}+3Na_{2}S\ \xrightarrow {60-70^{o}C} \ 2Na_{3}[AsS_{4}]}}}
- Разложение щелочью сульфида мышьяка:

{\displaystyle {\mathsf {4As_{2}S_{5}+24NaOH\ {\xrightarrow {}}\ 3Na_{3}AsO_{4}+5Na_{3}[AsS_{4}]+12H_{2}O}}}
- Растворение тетрасульфида тетрамышьяка в суспензии серы в растворе сульфида натрия:

{\displaystyle {\mathsf {As_{4}S_{4}+6Na_{2}S+6S\ {\xrightarrow {100^{o}C}}\ 4Na_{3}[AsS_{4}]}}}

## Физические свойства
Тетратиоарсенат натрия образует бесцветные или светло-жёлтые кристаллы.
Растворим в холодной воде, растворим в этаноле.
Образует кристаллогидраты Na3[AsS4]•7.5H2O и Na3[AsS4]•8H2O.

## Химические свойства
- Безводная соль получается сушкой кристаллогидрата в вакууме:

{\displaystyle {\mathsf {4Na_{3}[AsS_{4}]\cdot 8H_{2}O\ {\xrightarrow[{-H_{2}O}]{P_{2}O_{5},80-120^{o}C}}\ 4Na_{3}[AsS_{1}3]}}}
- При нагревании разлагается:

{\displaystyle {\mathsf {2Na_{3}[AsS_{4}]\ \xrightarrow {450-625^{o}C} \ 3Na_{2}S+As_{2}S_{3}+2S}}}
- Разлагается горячей водой:

{\displaystyle {\mathsf {Na_{3}[AsS_{4}]+2H_{2}O\ {\xrightarrow {80^{o}C}}\ Na_{3}[AsS_{2}O_{2}]+2H_{2}S\uparrow }}}
- Разлагается кислотами:

{\displaystyle {\mathsf {2Na_{3}[AsS_{4}]+6HCl\ {\xrightarrow {0^{o}C}}\ 6NaCl+As_{2}S_{5}\downarrow +3H_{2}S\uparrow }}}
{\displaystyle {\mathsf {2Na_{3}[AsS_{4}]+6HCl\ {\xrightarrow {100^{o}C}}\ 6NaCl+As_{2}S_{3}\downarrow +2S\downarrow +3H_{2}S\uparrow }}}
- Разлагается щелочами:

{\displaystyle {\mathsf {Na_{3}[AsS_{4}]+6NaOH\ {\xrightarrow {}}\ Na_{3}[AsS_{2}O_{2}]+2Na_{2}S+2H_{2}O}}}
- В растворе медленно окисляется кислородом воздуха:

{\displaystyle {\mathsf {2Na_{3}[AsS_{4}]+O_{2}\ {\xrightarrow {}}\ Na_{3}[AsS_{2}O_{2}]+2S\downarrow }}}
- Окисляется кислородом при прокаливании

{\displaystyle {\mathsf {Na_{3}[AsS_{4}]+6O_{2}\ {\xrightarrow {500^{o}C}}\ Na_{3}AsO_{4}+4SO_{2}}}}